# Réseau routier de l'Essonne
Cet article présente l'histoire, les caractéristiques et les événements significatifs ayant marqué le réseau routier du département de l'Essonne en France.
Au 31 décembre 2017, la longueur totale du réseau routier du département de l'Essonne est de 6 164 kilomètres, se répartissant en 68 kilomètres d'autoroutes, 73 kilomètres de routes nationales, 1 490 kilomètres de routes départementales et 4 533 kilomètres de voies communales.  

## Histoire

### XVIIIesiècle
De 1750 à 1784, l’ensemble du réseau routier est pour la première fois cartographié à grande échelle (au 86400e) et de manière complète par Cassini de Thury, à la demande Louis XV. Ces cartes sont d’une grande richesse toponymique, mais d’une grande pauvreté quant à la figuration du relief et de l’altimétrie. De même les chemins secondaires sont rarement représentés, du fait d’une part de leur état médiocre, d’autre part de leur faible importance économique.

### XIXesiècle
L’Atlas national illustré réalisé par Victor Levasseur est un précieux témoignage du XIXe siècle, les cartes coloriées à la main sont entourées de gravures indiquant statistiques, notes historiques et illustrations caractéristique des départements. Sur ces cartes sont représentés les routes, voies ferrées et voies d'eau. Par ailleurs, les départements sont divisés en arrondissements, cantons et communes.

### XXesiècle

#### Réforme de 1930
Devant l'état très dégradé du réseau routier au lendemain de la Première Guerre mondiale et l'explosion de l'industrie automobile, l'État, constatant l'incapacité des collectivités territoriales à remettre en état le réseau routier pour répondre aux attentes des usagers, décide d'en prendre en charge une partie. L'article 146 de la loi de finances du 16 avril 1930 prévoit ainsi le classement d'une longueur de l'ordre de 40 000 kilomètres de routes départementales dans le domaine public routier national.
En ce qui concerne le département de Seine-et-Oise, ce classement devient effectif à la suite du décret du 11 mars 1931.
Le département de l'Essonne est officiellement créé le 1er janvier 1968 par démembrement de l’ancienne Seine-et-Oise.

#### Réforme de 1972
En 1972, un mouvement inverse est décidé par l'État. La loi de finances du 29 décembre 1971 prévoit le transfert dans la voirie départementale de près de 53 000 kilomètres de routes nationales. Le but poursuivi est :
- d'obtenir une meilleure responsabilité entre l'État et les collectivités locales en fonction de l'intérêt économique des différents réseaux,
- de permettre à l'État de concentrer ses efforts sur les principales liaisons d'intérêt national,
- d'accroître les responsabilités des assemblées départementales dans le sens de la décentralisation souhaitée par le gouvernement,
- d'assurer une meilleure gestion et une meilleure programmation de l'ensemble des voies.

Le transfert s'est opéré par vagues et par l'intermédiaire de plusieurs décrets publiés au Journal officiel. Après concertation, la très grande majorité des départements a accepté le transfert qui s'est opéré dès 1972. En ce qui concerne le département de l'Essonne, le transfert est acté avec un arrêté interministériel publié au journal officiel le 7 juillet 1978.

### XXIesiècle

#### Réforme de 2005
Une nouvelle vague de transferts de routes nationales vers les départements intervient avec la loi du 13 août 2004 relative aux libertés et responsabilités locales, un des actes législatifs entrant dans le cadre des actes II de la décentralisation où un grand nombre de compétences de l'État ont été transférées aux collectivités locales. Dans le domaine des transports, certaines parties des routes nationales sont transférées aux départements et, pour une infime partie, aux communes (les routes n'assurant des liaisons d'intérêt départemental).
Le décret en Conseil d’État définissant le domaine routier national prévoit ainsi que l’État conserve la propriété de 8 000 kilomètres d’autoroutes concédées et de 11 800 kilomètres de routes nationales et autoroutes non concédées et qu'il cède aux départements un réseau de 18 000 kilomètres.
Dans le département de l'Essonne, le transfert est décidé par arrêté préfectoral signé le 15 décembre 2005. 200 kilomètres de routes nationales sont déclassées. La longueur du réseau routier national dans le département passe ainsi de 273 kilomètres en 2004 à 74 en 2006 pendant que celle du réseau départemental s'accroît de 1 314 à 1 432 kilomètres.

## Caractéristiques

### Consistance du réseau
Le réseau routier comprend cinq catégories de voies : les autoroutes et routes nationales appartenant au domaine public routier national et gérées par l'État, les routes départementales appartenant au domaine public routier départemental et gérées par le Conseil général de l'Essonne et les voies communales et chemins ruraux appartenant respectivement aux domaines public et privé des communes et gérées par les municipalités. Le linéaire de routes par catégories peut évoluer avec la création de routes nouvelles ou par transferts de domanialité entre catégories par classement ou déclassement, lorsque les fonctionnalités de la route ne correspondent plus à celle attendues d'une route de la catégorie dans laquelle elle est classée. Ces transferts peuvent aussi résulter d'une démarche globale de transfert de compétences d'une collectivité vers une autre.
Au 31 décembre 2011, la longueur totale du réseau routier du département de l'Essonne est de 5 784 kilomètres, se répartissant en 68 kilomètres d'autoroutes, 73 kilomètres de routes nationales, 1 373 kilomètres de routes départementales et 4 270 kilomètres de voies communales. 
Il occupe ainsi le 87e rang au niveau national sur les 96 départements métropolitains quant à sa longueur et le 7e quant à sa densité avec 3,2 kilomètres par km2 de territoire.
Trois grandes réformes ont contribué à faire évoluer notablement cette répartition : 1930, 1972 et 2005.
L'évolution du réseau routier entre 2002 et 2017 est présentée dans le tableau ci-après.
|                        | 2002  | 2003  | 2004  | 2005  | 2006  | 2007  | 2008  | 2009  | 2010  | 2011  | 2012  | 2013  | 2014  | 2015  | 2016  | 2017  |
| ---------------------- | ----- | ----- | ----- | ----- | ----- | ----- | ----- | ----- | ----- | ----- | ----- | ----- | ----- | ----- | ----- | ----- |
| Autoroutes             | 67    | 67    | 68    | 68    | 68    | 68    | 68    | 68    | 68    | 68    | 68    | 68    | 68    | 68    | 68    | 68    |
| Routes nationales      | 273   | 273   | 273   | 73    | 74    | 73    | 73    | 73    | 73    | 73    | 73    | 73    | 73    | 73    | 73    | 73    |
| Routes départementales | 1 304 | 1 314 | 1 314 | 1 322 | 1 432 | 1 377 | 1 375 | 1 375 | 1 374 | 1 373 | 1 488 | 1 491 | 1 491 | 1 490 | 1 490 | 1 490 |
| Voies communales       | 4 076 | 4 086 | 4 097 | 4 098 | 4 104 | 4 162 | 4 162 | 4 245 | 4 270 | 4 270 | 4 286 | 4 305 | 4 305 | 4 340 | 4 527 | 4 533 |
| TOTAL                  | 5 720 | 5 740 | 5 752 | 5 561 | 5 678 | 5 680 | 5 678 | 5 761 | 5 785 | 5 784 | 5 915 | 5 937 | 5 937 | 5 971 | 6 158 | 6 164 |

### Autoroutes
- L'autoroute française A6 entre Wissous et Nainville-les-Roches
- L'autoroute française A10 entre Wissous et Angervilliers puis à Dourdan
- L'autoroute française A86 à Verrières-le-Buisson

### Routes nationales
- La route nationale 6 entre Crosne et Quincy-sous-Sénart
- La route nationale 104 entre Saint-Germain-lès-Corbeil et Marcoussis
- La route nationale 118 entre Bièvres et Marcoussis
- La route nationale 337 au Coudray-Montceaux
- La route nationale 449 à Ris-Orangis

### Routes départementales
Cette liste présente les trente-cinq plus importantes et structurantes routes départementales sur les mille que compte le département.
- La route départementale 18 entre Pussay et Estouches
- La route départementale 19 entre Fleury-Mérogis et Breux-Jouy
- La route départementale 21 entre Étampes et Saint-Escobille
- La route départementale 25 entre Montlhéry et Athis-Mons
- La route départementale 26 entre Corbeil-Essonnes et Saint-Maurice-Montcouronne
- La route départementale 27 entre ??? et ???
- La route départementale 31 entre La Ferté-Alais et Yerres
- La route départementale 33 entre Saint-Germain-lès-Corbeil et Boussy-Saint-Antoine
- La route départementale 35 entre Gometz-le-Châtel et Ballainvilliers
- La route départementale 36 entre Villiers-le-Bâcle et Palaiseau
- La route départementale 49 entre Étampes et Estouches
- La route départementale 63 entre Étampes et Boigneville
- La route départementale 83 entre La Ferté-Alais et Soisy-sur-École
- La route départementale 94 entre Yerres et Boussy-Saint-Antoine
- La route départementale 97 entre Arpajon et Limours
- La route départementale 105 entre La Ferté-Alais et Milly-la-Forêt
- La route départementale 116 entre Ollainville et Dourdan
- La route départementale 117 entre Bièvres et Saint-Vrain
- La route départementale 118 entre Les Ulis et Athis-Mons
- La route départementale 133 entre Montlhéry et Brétigny-sur-Orge
- La route départementale 152 entre Limours et Brétigny-sur-Orge
- La route départementale 188 entre Massy et Les Ulis
- La route départementale 191 entre Corbeil-Essonnes et Authon-la-Plaine
- La route départementale 306 entre Saclay et Gif-sur-Yvette
- La route départementale 444 entre Bièvres et Champlan
- La route départementale 445 entre Viry-Châtillon et Fleury-Mérogis
- La route départementale 446 entre Saclay et Saint-Pierre-du-Perray
- La route départementale 448 entre Montgeron et Corbeil-Essonnes
- La route départementale 449 entre Arpajon et Boigneville
- La route départementale 721 entre Morigny-Champigny et Abbéville-la-Rivière
- La route départementale 836 entre Dourdan et Étampes
- La route départementale 837 entre Morigny-Champigny et Milly-la-Forêt
- La route départementale 838 entre Les Molières et Angerville
- La route départementale 948 entre Le Coudray-Montceaux et Oncy-sur-École
- La route départementale 988 entre Palaiseau et Forges-les-Bains
- La RNIL 20 (ex-RN 20) entre Massy et Angerville

## Réalisations ou événements récents
Cette section a pour objet de recenser les événements marquants concernant le domaine de la Route dans le département de l’Essonne depuis 1990. Seront ainsi citées les déclarations d’utilité publique, les débuts de travaux et les mises en service. Seuls les ouvrages les plus importants soit par leur coût soit par leur impact (déviation de bourgs) seront pris en compte. De même il est souhaitable de ne pas recenser les projets qui n’ont pas encore fait l’objet d’une déclaration d'utilité publique.

### Francilienne
voir article Route nationale 104
etc.

### Sources
- Cartes de Cassini : site de Gallica,